# Budapest Cowbells 2023
Questa voce raccoglie le informazioni riguardanti i Budapest Cowbells nelle competizioni ufficiali della stagione 2023.

## Maschile

### Prima squadra

#### Hungarian Football League 2023

##### Stagione regolare
| Székesfehérvár 15 aprile 2023, ore 15:00 3ª giornata | VSD Rangers | 6 – 18 | Budapest Cowbells | First Field |

| Budapest 22 aprile 2023, ore 14:00 4ª giornata | Budapest Cowbells | 30 – 6 | CFS Guardians | Tichy Lajos Sportcentrum |

| Budapest 7 maggio 2023, ore 11:00 6ª giornata | Budapest Wolves | 47 – 6 | Budapest Cowbells | Kincsem Park |

| Szombathely 20 maggio 2023, ore 12:00 8ª giornata | Szombathely Crushers | 18 – 17 | Budapest Cowbells | SZSE pálya |

| Budapest 27 maggio 2023, ore 15:00 9ª giornata | Budapest Cowbells | 10 – 7 | Budapest Titans | Tichy Lajos Sportcentrum |

| Budapest 3 giugno 2023, ore 15:00 10ª giornata | Budapest Cowbells | 35 – 17 | Borsod Bobcats | Tichy Lajos Sportcentrum |

##### Playoff
| Budapest 18 giugno 2023, ore 16:00 Wild Card | Budapest Cowbells | 49 – 14 | Borsod Bobcats | Tichy Lajos Sportcentrum |

| Budapest 25 giugno 2023, ore 15:00 Semifinale | Újpest Bulldogs | 35 – 28 | Budapest Cowbells | Bánka Kristóf Sportközpont |

#### Statistiche di squadra
| Competizione      | %Vittorie | In casa | In casa | In casa | In casa | In casa | In casa | In trasferta | In trasferta | In trasferta | In trasferta | In trasferta | In trasferta | Totale | Totale | Totale | Totale | Totale | Totale |
| Competizione      | %Vittorie | G       | V       | N       | P       | Pf      | Ps      | G            | V            | N            | P            | Pf           | Ps           | G      | V      | N      | P      | Pf     | Ps     |
| ----------------- | --------- | ------- | ------- | ------- | ------- | ------- | ------- | ------------ | ------------ | ------------ | ------------ | ------------ | ------------ | ------ | ------ | ------ | ------ | ------ | ------ |
| Stagione regolare | .667      | 3       | 3       | 0       | 0       | 75      | 30      | 3            | 1            | 0            | 2            | 41           | 71           | 6      | 4      | 0      | 2      | 116    | 101    |
| Playoff           | .000      | 1       | 1       | 0       | 0       | 49      | 14      | 1            | 0            | 0            | 1            | 28           | 35           | 2      | 1      | 0      | 1      | 77     | 49     |
| Totale            | .625      | 4       | 4       | 0       | 0       | 124     | 44      | 4            | 1            | 0            | 3            | 69           | 106          | 8      | 5      | 0      | 3      | 193    | 144    |

### Seconda squadra

#### Divízió I 2023

##### Stagione regolare
| Budapest 8 aprile 2023, ore 15:00 2ª giornata | Budapest Cowbells 2 | 10 – 24 | Jászberény Wolverines | Tichy Lajos Sportcentrum |

| Budapest 23 aprile 2023, ore 15:00 4ª giornata | Budapest Cowbells 2 | 0 – 40 | Dabas Sparks | Tichy Lajos Sportcentrum |

| Budapest 14 maggio 2023 7ª giornata | Budapest Cowbells 2 | 0 – 14 | DEAC Gladiators | Tichy Lajos Sportcentrum |

| Taszár 21 maggio 2023, ore 15:00 8ª giornata | Hippos | 14 – 23 | Budapest Cowbells 2 |  |

| Levelek 10 giugno 2023, ore 15:00 11ª giornata | Levelek Spartans | 50 – 9 | Budapest Cowbells 2 | Leveleki Futballpálya |

#### Statistiche di squadra
| Competizione      | %Vittorie | In casa | In casa | In casa | In casa | In casa | In casa | In trasferta | In trasferta | In trasferta | In trasferta | In trasferta | In trasferta | Totale | Totale | Totale | Totale | Totale | Totale |
| Competizione      | %Vittorie | G       | V       | N       | P       | Pf      | Ps      | G            | V            | N            | P            | Pf           | Ps           | G      | V      | N      | P      | Pf     | Ps     |
| ----------------- | --------- | ------- | ------- | ------- | ------- | ------- | ------- | ------------ | ------------ | ------------ | ------------ | ------------ | ------------ | ------ | ------ | ------ | ------ | ------ | ------ |
| Stagione regolare | .200      | 3       | 0       | 0       | 3       | 10      | 78      | 2            | 1            | 0            | 1            | 32           | 64           | 5      | 1      | 0      | 4      | 42     | 142    |
| Totale            | .200      | 3       | 0       | 0       | 3       | 10      | 78      | 2            | 1            | 0            | 1            | 32           | 64           | 5      | 1      | 0      | 4      | 42     | 142    |